# Палланца
45°56′00″ пн. ш. 8°32′00″ сх. д. / 45.933333333333° пн. ш. 8.5333333333333° сх. д.
Палланца (з іт. Pallanza) — фракція (фрацьйоне, район) міста Вербанія в провінції Вербано-Кузіо-Оссола, регіон П'ємонте, північна Італія. Декретом № 702 від 4 квітня 1939 р. комуна Палланци була об'єднана з комуною Інтри в єдине місто Вербанія.

## Історія
Палланца знаходиться біля Затоки Борромео. Це старе містечко римського походження (про що свідчить напис на мармуровій плиті, датованій I ст. н. е., яка зберігається в Церкві Св. Стефана) сьогодні є відомим туристичним центром з безліччю вілл, парків та готелів.
Історичний центр багатий на характерні площі, внутрішні дворики (патіо) та історичні вілли, декоровані арками, капітелями, порталами і портиками. З лунґолаґо Палланци — одного з найкращих променадів озера Маджоре — видно острів Мадре та острів Сан Джованні.

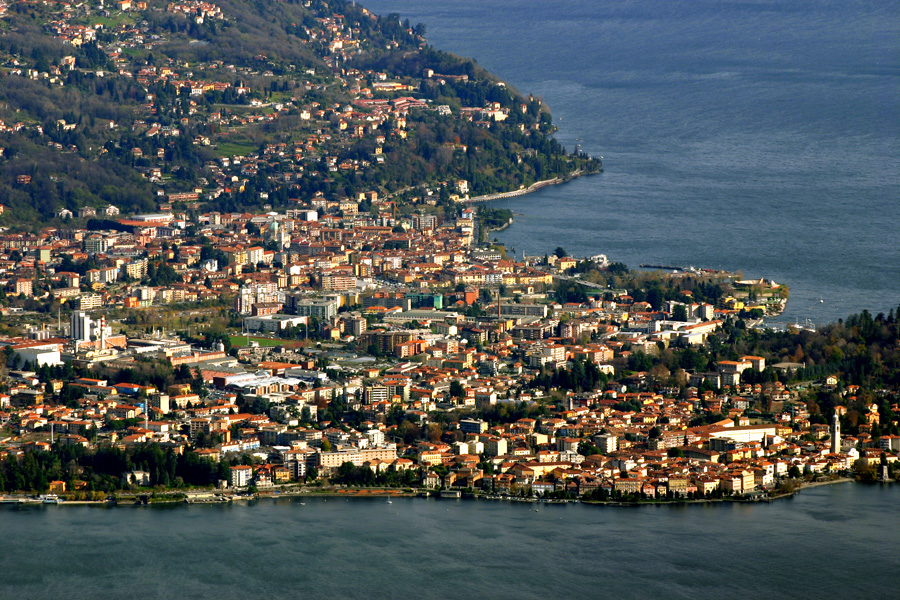
Панорама Палланци

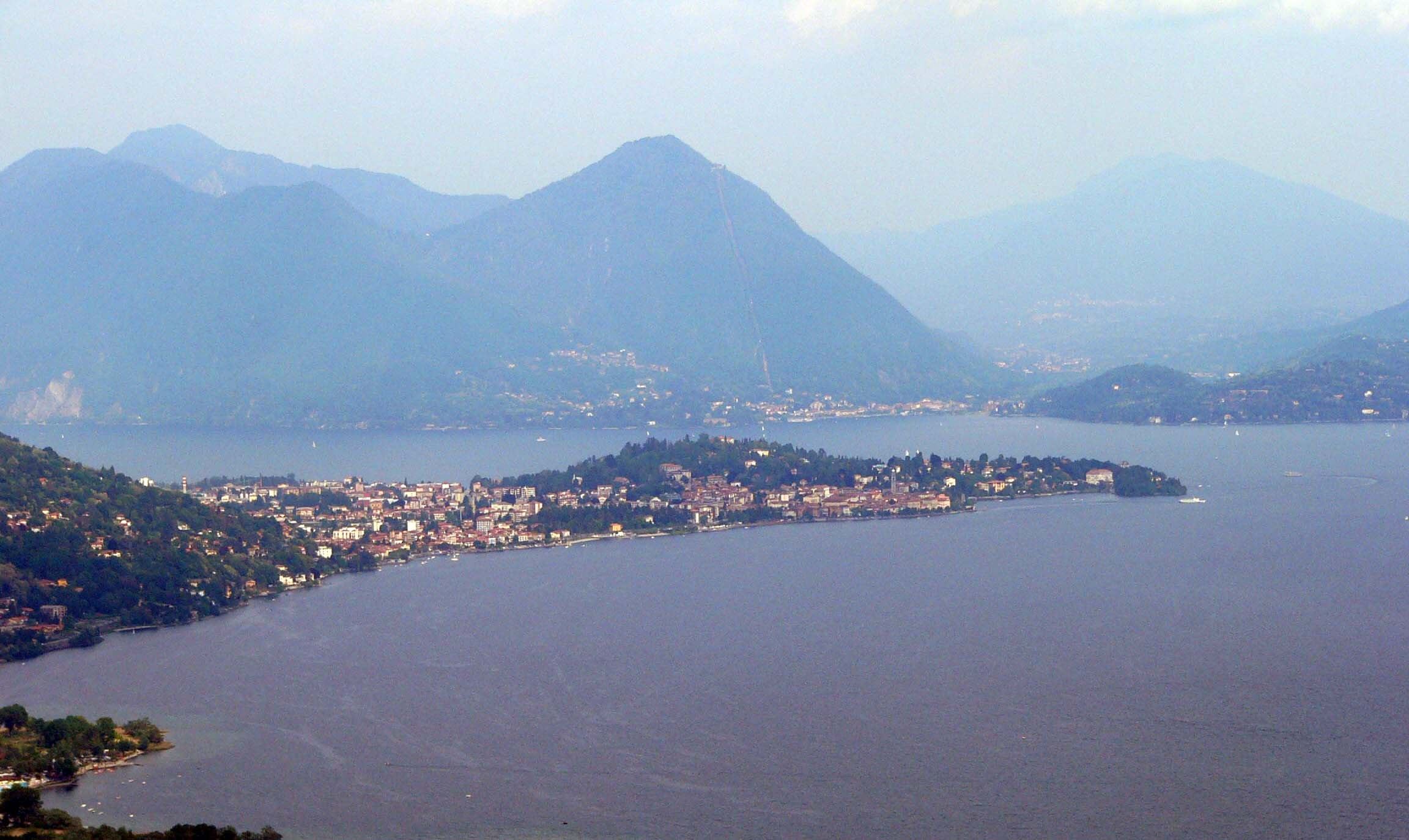
Мис Палланци

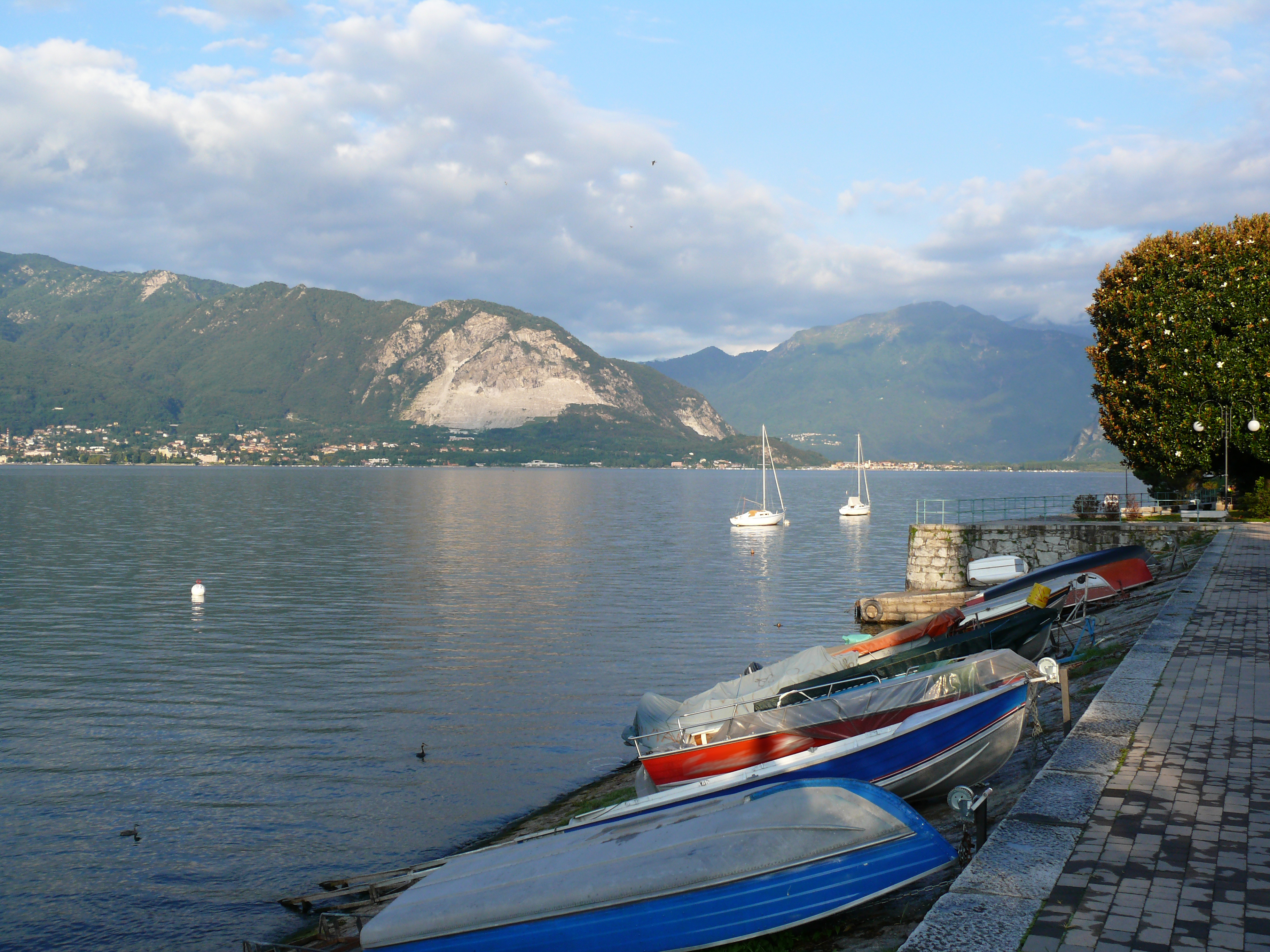
Вид з Палланци на протилежний берег

В північній частині Палланци знаходиться Chiesa di Madonna di Campagna — граціозна романська базиліка XVI ст. В епоху Середньовіччя Палланца об'єднувала 2 райони: «la Villa» (Вілла) і «la Piazza» (Площа). Район Вілла знаходився на пагорбі Кастаньйоли з її чудовими краєвидами та Chiesa di San Remigio (Церква Сан Реміджо). Район Площа був розташований в нижній частині Палланци (поблизу озера).
Серед відомих архітектурних споруд — Chiesa di San Leonardo з характерними сходами, Palazzo di Città (XIX ст.), портик якого сформований з 32 пілястр з рожевого граніту м. Бавено, Villa Giulia (1847 р.), створена на замовлення Бернардіно Бранка, всередині якої та на території парку якої проводяться виставки та експозиції, Palazzo Viani-Dugnani (XVII—XVIII ст.), де з 1909 р. розташований міський Музей Пейзажу (Museo del Paesaggio), Palazzo Biumi-Innocenti (секція народного храмового мистецтва Музею Пейзажу). Іще однією прикрасою Палланци є ботанічний сад «Вілла Таранто».

## Шляхи сполучення
- авто — по автостраді А26 до виходу на Вербанію, потім по державній дорозі № SS34 до Палланци.
- потяг прибуває до зупинки Вербанія-Палланца (Fondotoce), потім громадським транспортом — до Палланци.